# 安塔區 (阿科班巴省)
安塔區（西班牙語：Distrito de Anta），是秘魯的一個區，位於該國中南部萬卡韋利卡大區的阿科班巴省，始建於1943年1月15日，面積91.36平方公里，海拔高度3,600米，2005年人口6,466，人口密度每平方公里71人。